# Ancistrosoma hilare
Ancistrosoma hilare är en skalbaggsart som beskrevs av Gilbert John Arrow 1913. Ancistrosoma hilare ingår i släktet Ancistrosoma och familjen Melolonthidae. Inga underarter finns listade i Catalogue of Life.